# Ludwig Johann Christian Bünsow
Ludwig Johann Christian Bünsow (* 11. Februar 1780 in Kiel; † 6. Oktober 1856 ebenda) war ein deutscher Landschaftsmaler und Zeichenlehrer.

## Leben und Wirken
Ludwig Johann Christian Bünsow war ein Sohn des Kieler Malers Christian Friedrich Joachim Bünsow und dessen Ehefrau Rosina Dorothea Negelin (1751–1845). Sein Bruder Joachim Johann Friedrich Bünsow wurde ebenfalls ein bekannter Maler. Ihre Vorfahren gingen zurück auf den Anklamer Zweig der Familie Bünsow.
Bünsow lernte im Malereibetrieb seines Vaters und studierte anschließend für kurze Zeit an der Königlich Dänischen Kunstakademie. Anschließend ließ er sich in Kiel nieder. An der dortigen Stadtschule lehrte er von circa 1813 bis zu seinem Lebensende als Nachfolger Carl Daniel Voigts Zeichnen. Dabei unterrichtete er Kinder Kieler Bürger. Im Unterricht ließ er zumeist von ihm selbst erstellte Vorlagen kopieren.
Von Ludwig Johann Christian Bünsow sind nur wenig eigenständige Werke bekannt. Es handelt sich dabei größtenteils um kleine Veduten aus dem Kieler Umland. Diese erstellte er gemeinsam mit seinem Vater und übertrug dessen Vorarbeiten.
1811 heiratete Bünsow Euphrosyne Böse (1781–1865) aus Eckernförde. Sie hatten drei Kinder.